# Reprogramação
A reprogramação consiste em alterar e optimizar os parâmetros de funcionamento do motor, nomeadamente a injecção de combustível e a pressão do turbo. É realizada alterando os mapas gravados na EPROM da ECU (Electronic Control Unit), de forma a obter maior performance, menores emissões poluentes ou redução de consumos.
Nos sistemas de injecção electrónica actuais, não existem distribuidores ou carburadores. Agora, todo um sistema electrónico composto por sensores e actuadores é comandado pela ECU. A gestão do motor é guardado numa EPROM que serve de base de dados à ECU, contendo toda a informação sobre quantidade de combustível, avanço de ignição ou injecção e pressão do turbo para determinada temperatura do ar e do motor, consoante a posição do acelerador.

## Método
Ao fazer a reprogramação vários parâmetros são alterados, como o tempo de abertura dos bicos injectores, o ponto de avanço da ignição e as pressões do turbo (de trabalho e de pico).
Os parâmetros básicos para cálculo destas variáveis são a rotação e a carga (abertura da borboleta de admissão). Assim, têm-se dois gráficos tridimensionais com a configuração dos dados de saída da injecção. É claro que a enorme quantidade de sensores da injecção não está lá por acaso: eles são usados como variáveis adicionais no cálculo e ajudam a otimizar o desempenho, consumo e emissões. Entre os parâmetros adicionais estão os dados fornecidos pela sonda Lambda, o sensor de detonação, o de temperatura e ainda outros.
A técnica e conhecimentos não se adquirem com facilidade, pois está em jogo a alteração de duas curvas tridimensionais, uma de injeção x carga x rotação, e outra de ponto x carga x rotação, ponto a ponto, curva por curva, para todas as condições de utilização. Só com muita prática conseguimos obter rapidamente os valores a alterar, evitando que se perca uma semana à procura do ponto ideal. Tendo um mapa já alterado para um determinado modelo, podemos fazer o serviço em poucas horas, pois já se parte de uma alteração pré-definida, fazendo pequenos ajustes às diferentes condições do carro ou gosto do proprietário.
Chip de Potência:
Chip de Potência refere-se a alterar ou modificar através de um Chip auxiliar de fora ou que altera o original na própria placa para alcançar um desempenho superior, que se trate de mais potência, emissões maiores, ou melhor eficiência de combustível . Os fabricantes de motores geralmente usam um mapa unidade de controle eletrônico conservadora para permitir variações de motores individuais, bem como a manutenção pouco frequente e combustível de má qualidade. Veículos com uma unidade de controle eletrônico remapped podem ser mais sensíveis aos tempos e qualidade dos combustíveis e de serviços.
Isso foi feito com os primeiros computadores dos motores  em 1980 e 1990. Hoje, o Chip de Potência termo pode ser enganador, como muitas vezes as pessoas vão usá-lo para descrever ajuste ECU que não envolve a troca do chip. Unidades de controle eletrônico modernos pode ser sintonizada, basta atualizar seu software através de uma interface padrão (Reprogramação), como de diagnóstico a bordo . Este procedimento é vulgarmente referido como motor ou da unidade de sintonização de controle electrônico. Unidades de controle eletrônico são uma adição relativamente recente para o automóvel, tendo apareceu pela primeira vez no final de 1970.
Como a tecnologia avançada, assim como os componentes eletrônicos que entram em carros. A unidade de controle eletrônico em um automóvel moderno, em conjunto com a tecnologia avançada do motor, faz com que seja possível controlar muitos aspectos do funcionamento do motor, como o ponto de ignição e injeção de combustível . A unidade de controle eletrônico também pode controlar controle eletrônico do acelerador (drive-by-wire), válvula reguladora de pressão de tempo, controle de impulso (em turbo motores), sistema de travagem anti-bloqueio , o automático de transmissão , regulador de velocidade (se equipado), e o eletrônico Controle de estabilidade do sistema.
Ganhos de desempenho são realizados ajustando o avanço da ignição. Calendário diferente pode resultar em um melhor desempenho. No entanto, para lidar com avançadas de tempo, deve-se executar gasolina de alta octanagem para evitar a pré-ignição detonação ou de ruídos. Fabricantes projetam para um momento específico e isso pode limitar o desempenho.
Além disso, a mudança de combustível mapeia para coincidir com o estequiométrica razão para a gasolina de combustão pode também realizar aumento de desempenho. A maioria dos fabricantes regula para as emissões ideais (em execução ricos para proteger o conversor catalítico) e fins de economia de combustível que podem limitar o desempenho.
Carros com um turbo equipado pode ter o solicitado e aumentar os níveis admissíveis levantada, esses aplicativos geralmente têm mais efeito se o turbo equipado é um turbo de baixa pressão que deixa mais espaço para melhorias.
Outra razão para alterar o mapa unidade de controle eletrônico é, se houver motor, a ingestão, ou modificações de escape para o carro. Estes “bolt-on” modificações alteram a forma que o motor flui, muitas vezes fazendo com que o ar a proporção de combustível  mudar. Sem remapear as tabelas de combustível, alguns dos ganhos de desempenho de as modificações não podem ser realizados.
A unidade de controle eletrônico mal afinado pode resultar na redução do desempenho, dirigibilidade e pode até causar danos ao motor.
A forma mais comum de “upgrade” da unidade de controle eletrônico está usando ou conecte módulos como mencionado acima ou usando um sintonizador de especialista que irá utilizar uma ferramenta On Board Diagnostics do Flash (Hondata). Estes dispositivos geralmente fica na porta de diagnóstico, embora em alguns casos, a reprogramação é efetuada diretamente sobre a placa de circuito . Os mapas são fornecidos pela sintonizadores.
Uma alternativa para modificar o chip on-board é a adição de um dispositivo externo, muitas vezes conhecido como uma caixa de tuning (Unichip, Power Chip). As capacidades dos dispositivos externos geralmente refletir modificações de fichas de bordo, com a vantagem de que eles podem ser facilmente removidos para restaurar o veículo com a normal. Adicionando uma caixa de ajuste externo é geralmente só é possível em motores modernos com portas de gerenciamento externos. Alguns desses chips possuem a calibragem de mapas de combustível e pode ser efetuado a troca de acordo com a utilização. Exemplo: Mapa pra alcool, gasolina ou gasolina alta octanagem e cada um obtém módulo de potência no motor.
Um Sprint Booster pode também ser considerado um chip pois ele faz a modificação da sensibilidade do pedal do acelerador eletronicamente, tirando o famoso lag e aumentando a sensação de aceleração do motor.

## Vantagens
- Maior aceleração, dando impressão ao condutor de estar ao volante de um automóvel com a motorização superior.
- Maior binário, permitindo ter mais força em situações de maior necessidade como por exemplo recuperações mais vigorosas.
- Aumento da velocidade máxima, que pode ser útil na Autobahn alemã ou num TrackDay.
- Reduzir a utilização da caixa de velocidades. O conforto de condução é melhorado uma vez que não é necessário tanta troca de mudanças.
- Transporte de carga. Para quem transporta cargas pesadas e sente o carro a "morrer", a reprogramação dá uma nova "alma" ao motor.
- Baixo consumo de combustível. Tipicamente, um carro (bem) reprogramado consumirá menos 0,5 a 1,0 litros por cada 100Km.
- A reprogramação em máquinas agrícolas, aumentar a potência pode trazer uma ótima economia de diesel e também melhorar a produtividade.[2]

### Aumento da potência
A potência do motor pode aumentar em média 10% para motores atmosféricos e 35% ou mais para motores turbocomprimidos. No entanto, no Brasil, dependendo do modelo e ano de RAM, é possível aumentar a potência em até incríveis 74,2%.
No entanto, tudo depende do automóvel em questão. Alguns fabricantes vendem o veículo ao público já próximo do limite do seu desenvolvimento enquanto que outros ainda possuem uma grande margem para progressão. Um bom exemplo de um motor em que é possível extrair mais 50% de potência e binário é o do BMW 330Cd.

### Reprogramação Agrícola
Diferentemente de carros, picapes e outros automóveis, as máquinas agrícolas tem como objetivo não apenas a potência, mas também e eficiência e economia no processo agrícola. Com a reprogramação, as máquinas possibilitam um aumento na produtividade das operações agrícolas, completando os trabalhos de maneira mais rápida e eficiente.

## Os motores de fábrica
Quando um fabricante de automóveis lança um novo modelo, geralmente faz uma programação conservadora, uma vez que tem que ter em conta a utilização de combustíveis de fraca qualidade existentes em alguns países, minimizar as emissões poluentes, contar com que certos condutores não façam a revisão atempada ao seu automóvel, etc.
Além disso, quando um fabricante lança um novo modelo com um novo motor, projecta-o para uma determinada potência, mas depois limita-a. Isso é feito a contar com o incremento de potência que será realizado quando for feito um restyle às linhas do automóvel. Assim, mais tarde, o fabricante lança um carro mais bonito e com melhores performances.
Em certos países como a Alemanha que os automóveis pagam imposto pela potência do motor, os fabricantes também poderão baixar a potência de forma a reduzir os impostos que vão contribuir para o preço final do automóvel. Em países como Portugal que os automóveis pagam imposto pelas emissões de CO2, os fabricantes reduzem estas emissões reduzindo o débito de combustível, baixando consequentemente a potência. Por fim, resta referir que muitos países criam categorias do seguro por gamas de potência dos veículos, pelo que os fabricantes muitas vezes optam por reduzir a potência de forma a ficarem num escalão mais baixo.
1. ↑  «Tira Dúvidas: Chip de potência ou Reprogramação! E ai? Qual compensa mais? Ou não? | Racing Club». Racing Club. 24 de maio de 2016. Consultado em 14 de junho de 2016
2. ↑  «Remap em máquinas agrícolas: como economizar combustível e aumentar a produtividade». Strike Brasil Blog. 28 de novembro de 2020. Consultado em 12 de fevereiro de 2024
3. ↑  «Remap RAM | Strike Brasil». Strike Brasil. Consultado em 12 de fevereiro de 2024
4. ↑  «Remap agrícola: aumentando o faturamento no campo com a reprogramação de máquinas agrícolas». MF MAGAZINE. 11 de outubro de 2023. Consultado em 12 de fevereiro de 2024